# آندره‌آ بلاس
آندره‌آ بلاس (اسپانیایی: Andrea Blas‎؛ زادهٔ ۱۴ فوریه ۱۹۹۲) بازیکن واترپلو اهل اسپانیا است.
وی در مسابقات کشوری و بین‌المللی در مجموع برندهٔ ۲ مدال طلا، ۱ مدال نقره شده‌است.